# Francisca Arias Cabrera
María Francisca Arias Cabrera y Saavedra (Buenos Aires, c. 1720-Santa Fe, c. 1780) fue una terrateniente porteña del siglo XVIII. La donación que efectuó de amplias parcelas sobre las márgenes del río Paraná hicieron posible el surgimiento de la actual ciudad de Paraná.

## Biografía
María Francisca Arias Cabrera y Saavedra nació en la ciudad de Buenos Aires, entonces capital de la Gobernación del Río de la Plata, parte integrante del Imperio Español. Era hija de Fernando de Cabrera Velasco, hijo a su vez del maestre de campo Jerónimo Luis de Cabrera Arias Saavedra, y de María de Solórzano. 
El 28 de julio de 1746 casó con el terrateniente Pedro de Larramendi Quintana en la ciudad de Santa Fe, instalando su residencia en esa localidad.
Su padre murió en 1755, dejándole como parte de su herencia una gran extensión de tierras sobre las márgenes del río Paraná, cuya posesión había sido transmitida desde su antepasado Hernandarias.
En 1778 Francisca Arias Cabrera y Saavedra donó a la parroquia de la naciente villa de la Bajada del Paraná gran parte de esas tierras heredadas, reservando tan solo cinco solares para uso de ella misma y de su hijo Teodoro de Larramendi. En esas tierras se levantaría la población de Paraná, que fue con el tiempo capital de la provincia de Entre Ríos y, al producirse la secesión del Estado de Buenos Aires, capital provisional de la Confederación Argentina.
En homenaje a Francisca Arias Cabrera, una avenida de esa ciudad argentina lleva su nombre.